# Seznam vojaških kratic na S
To je seznam vojaških kratic, ki se pričnejo s črko S.

## Seznam
- S
- SA:

(nemško Sturmabteilung) označuje Jurišni oddelek.
(angleško Seriously Wounded in Action) označuje Resno ranjen v boju.
- SACEUR
- SAF označuje

- (angleško Slovenian Armed Forces) - Slovenske oborožene sile.
- (angleško Sultan's Armed Forces) - Sultanove oborožene sile.

- SAM (angleško Surface-to-Air Missile) označuje Izstrelek zemlja-zrak.
- San.
- SAR
- SAS (angleško Special Air Service) označuje Posebna zračna služba.
- SASB označuje Special Air Service Brigade.
- SASR označuje Special Air Service Regiment.
- SASS
- SBS:

- (angleško Special Boat Squadron) označuje Specialni čolnarski eskadron.
- (angleško Special Boat Service) označuje Specialna čolnarska služba.

- SDECE (francosko Service de Documentation Extérieure et de Contre Espionnage) označuje Služba za dokumentiranje tujine in protiobveščevalno dejavnost.
- Sd.Kfz.
- SDV je slovenska vojaška kratica, ki označuje Služba državne varnosti.
- SEAD
- SEAL (angleško Sea Air land) označuje Morje zrak zemlja oz. specialno enoto vojne mornarice ZDA.
- SEM je slovenska vojaška kratica, ki označuje Specialna enota milice.
- SES
- SEWS
- SH
- SHORAD
- SIGINT
- SLBM
- SLCM
- SLO je slovenska vojaška kratica, ki označuje Splošni ljudski odpor.
- SLR (angleško Self-Loading Rifle) označuje Samopolnilna puška.
- SOAF (angleško Sultan of Oman's Air Force) - Vojno letalstvo sultana Omana.
- SOE (angleško Special Operations Executive) označuje Izvrševanje specialnih operacij.
- SOP (angleško Standard Operational Procedure) označuje Standardni operativni postopek.
- SOPMOD
- SOUTHCOM
- SOV (angleško Special Operations Vehicle) označuje Specialnooperacijsko vozilo.
- SPACETRACK
- SPAS (angleško Special-purpose Automatic Shotgun) označuje Specialnonamenska avtomatska potezna puška.
- SPR
- SPT (angleško Special Projects Team) označuje Ekipa specialnih projektov.
- SPW (nemško Schützenpanzerwagen) označuje Strelsko tankovsko vozilo.
- SR
- SRS (angleško Special Raiding Squadron) označuje Specialni naskokovalni eskadron.
- SSBN
- SSM (angleško Surface-to-Surface Missile) označuje Izstrelek zemlja-zemlja.
- SSN
- StG
- Staff.
- STV je slovenska vojaška kratica, ki označuje Skupna taktična vaja.
- St.Verv.
- Stu.
- StuG
- SV je slovenska vojaška kratica, ki označuje Slovenska vojska.
- SWA (angleško Slightly Wounded in Action) označuje Lažje ranjen v akciji.
- SZB je slovenska vojaška kratica, ki označuje Severozahodno bojišče.
- s.F.H.